# 중국의 소프트웨어 산업
중국의 소프트웨어 산업은 중화인민공화국에서 소프트웨어와 관련 서비스를 개발하고 출판하는 사업이다. 산업정보화부에 따르면 2013년 소프트웨어와 정보 서비스를 포함한 산업 규모는 3,060억 위안(약 4,930억 달러)이었다.

## 회사
엔터프라이즈 소프트웨어 시장의 선두 주자는 UFIDA 소프트웨어, 킹디, 동연그룹, SAP이다.

## 같이 보기
- 중국 소프트웨어 산업 협회
- 다롄 소프트웨어 파크
- 중국의 소프트웨어 기업